# Mark Spenkelink
Mark Spenkelink (Borne, 27 gennaio 1997) è un calciatore olandese, portiere dell'RKC Waalwijk.

## Carriera
Cresciuto nel settore giovanile del Go Ahead Eagles, nel 2017 è stato promosso stabilmente in prima squadra nelle vesti di terzo portiere senza però mai riuscire a debuttare. Nel 2019 è stato prestato al Karlstad BK ed il 21 agosto ha esordito nella partita di Coppa di Svezia persa ai rigori contro il Sirius. Rientrato a Deventer, ha trascorso un'ulteriore stagione da riserva per poi passare a titolo definitivo al PSV nell'estate del 2020, venendo subito assegnato alla squadra riserve; nel 2021 è stato acquistato dalla Lok’omot’ivi Tbilisi, club della prima divisione georgiana, ma il 31 gennaio 2022 dopo 9 partite di campionato giocate è rientrato in Olanda dove ha firmato un contratto con l'RKC Waalwijk. Terza scelta anche con il club gialloblu, il 4 novembre 2023 è riuscito a debuttare nella prima divisione olandese nell'incontro casalingo perso 2-1 contro il Feyenoord a causa degli infortuni del titolare Etienne Vaessen e della riserva Jeroen Houwen.
Il 3 settembre 2024 ha firmato un contratto annuale con il TOP Oss, club della seconda divisione olandese, ma dopo soli sei mesi ha rescisso l'accordo senza aver mai debuttato in competizioni ufficiali, e poco dopo ha fatto ritorno al'RKC Waalwijk in prima divisione, concludendo la stagione con 12 reti subite in 4 partite di campionato giocate.

## Statistiche

### Presenze e reti nei club
Statistiche aggiornate al 18 maggio 2025.
| Stagione        | Squadra              | Campionato      | Campionato | Campionato | Coppe nazionali | Coppe nazionali | Coppe nazionali | Coppe continentali | Coppe continentali | Coppe continentali | Altre coppe | Altre coppe | Altre coppe | Totale | Totale | Totale |
| Stagione        | Squadra              | Comp            | Pres       | Reti       | Comp            | Pres            | Reti            | Comp               | Pres               | Reti               | Comp        | Pres        | Reti        | Pres   | Reti   |        |
| --------------- | -------------------- | --------------- | ---------- | ---------- | --------------- | --------------- | --------------- | ------------------ | ------------------ | ------------------ | ----------- | ----------- | ----------- | ------ | ------ | ------ |
| 2017-2018       | Go Ahead Eagles      | 1D              | 0          | 0          | CO              | 0               | 0               | -                  | -                  | -                  | -           | -           | -           | 0      | 0      |        |
| 2018-2019       | Go Ahead Eagles      | 1D              | 0          | 0          | CO              | 0               | 0               | -                  | -                  | -                  | -           | -           | -           | 0      | 0      |        |
| 2019            | Karlstad BK          | D1              | 2          | -3         | CS              | 1               | -1              | -                  | -                  | -                  | -           | -           | -           | 3      | -4     |        |
| 2019-2020       | Go Ahead Eagles      | 1D              | 0          | 0          | CO              | 0               | 0               | -                  | -                  | -                  | -           | -           | -           | 0      | 0      |        |
| 2020-2021       | Jong PSV             | 1D              | 3          | -2         | -               | -               | -               | -                  | -                  | -                  | -           | -           | -           | 3      | -2     |        |
| 2021            | Lok’omot’ivi Tbilisi | EL              | 9          | -20        | CG              | 0               | 0               | -                  | -                  | -                  | -           | -           | -           | 9      | -20    |        |
| 2021-2022       | RKC Waalwijk         | ED              | 0          | 0          | CO              | 0               | 0               | -                  | -                  | -                  | -           | -           | -           | 0      | 0      |        |
| 2022-2023       | RKC Waalwijk         | ED              | 0          | 0          | CO              | 0               | 0               | -                  | -                  | -                  | -           | -           | -           | 0      | 0      |        |
| 2023-2024       | RKC Waalwijk         | ED              | 1          | -2         | CO              | 1               | -3              | -                  | -                  | -                  | -           | -           | -           | 2      | -5     |        |
| 2024-gen. 2025  | TOP Oss              | 1D              | 0          | 0          | CO              | 0               | 0               | -                  | -                  | -                  | -           | -           | -           | 0      | 0      |        |
| gen.-giu. 2025  | RKC Waalwijk         | ED              | 4          | -12        | CO              | 0               | 0               | -                  | -                  | -                  | -           | -           | -           | 4      | -12    |        |
| Totale carriera | Totale carriera      | Totale carriera | 19         | -39        |                 | 2               | -4              |                    | -                  | -                  |             | -           | -           | 21     | -43    |        |